# Mickey et le Canari
Pour plus de détails, voir Fiche technique et Distribution.
Mickey et le Canari (The Wayward Canary) est un dessin animé de Mickey Mouse produit par Walt Disney pour United Artists et sorti le 12 novembre 1932.

## Synopsis
Mickey est joyeux, car il a trouvé un cadeau pour Minnie. Il l'apporte chez elle, accompagné de Pluto. Minnie lui ouvre mais se cache derrière la porte. Elle ouvre le colis et découvre un canari dans une cage. Elle pose la cage sur le piano droit et sort l'oiseau qui se tient sur son doigt. Mickey sort sa flûte traversière et entame un morceau. L'oiseau se joint à lui, retourne dans sa cage et ressort accompagnant Minnie installée au piano. Une couvée de neuf oisillons surgit de la cage et se mêle à Mickey et Minnie. Mais rapidement, ils jouent avec les objets de la maison, qu'ils transforment petit à petit en foutoir, avant que Minnie s'en aperçoive et en emprisonne la plupart dans la cage. Commence alors une course-poursuite avec le dernier oisillon qui détruit la maison et fait de même avec le jardin, oisillon aidé par le chat et Pluto. C'est Pluto qui réussit à attraper l'oiseau fugueur en le gobant après une bataille dans le linge accroché.

## Fiche technique
- Titre original : The Wayward Canary
- Autres Titres[1] :
  - Allemagne : Der Freche Kanarienvogel
  - Argentine : El Canario caprichoso
  - France : Mickey et le Canari
  - Suède : Musse Piggs pippi
- Série : Mickey Mouse
- Réalisateur : Burt Gillett
- Animateur : David Hand
- Voix : Walt Disney (Mickey), Marcellite Garner (Minnie)
- Producteur : Walt Disney, John Sutherland
- Distributeur : United Artists
- Date de sortie : 12 novembre 1932[2]
- Format d'image : Noir et Blanc
- Son : Cinephone
- Musique : Bert Lewis
- Durée : 7 min
- Langue : (en)
- Pays :  États-Unis

## Voix françaises
- Jean-François Kopf : Mickey Mouse
- Marie-Charlotte Leclaire : Minnie Mouse

## Commentaires
Plusieurs des gags avec les oisillons sont des reprises du film Mickey's Nightmare, sorti quatre mois plus tôt, tels que :
- le porte-photo utilisé comme bascule (un miroir narcisse)
- le rideau qui s'enroule (deux rideaux)
- maltraité Pluto
- l'encre qui redécore les murs (peinture)

On peut noter dans le film deux caricatures avec un autographe : celle de Douglas Fairbanks (signé Doug) et celle de Mary Pickford (signé Mary), couple d'acteurs américains célèbres qui ont fondé United Artists, distributeur des films Disney depuis Mickey's Nightmare. Elles sont « souillées » par l'encre renversée sur l'un des oisillons.
On peut aussi noter la présence d'un briquet orné d'une croix gammée sur lequel l'oisillon recouvert d'encre se brûle. Sa signification n'est pas connue, mais il faut savoir que le parti nazi est devenu le premier parti du Reichstag en Allemagne, alors nommée République de Weimar, depuis février 1932.